# Pachycnemia anomalata
Pachycnemia anomalata là một loài bướm đêm trong họ Geometridae.